# Santa Teresa del Fresno
Santa Teresa del Fresno är en ort i Mexiko.   Den ligger i kommunen Jerécuaro och delstaten Guanajuato, i den centrala delen av landet, 170 km nordväst om huvudstaden Mexico City. Santa Teresa del Fresno ligger 2 340 meter över havet och antalet invånare är 182.
Terrängen runt Santa Teresa del Fresno är kuperad österut, men västerut är den platt. Runt Santa Teresa del Fresno är det ganska glesbefolkat, med 47 invånare per kvadratkilometer. Närmaste större samhälle är Jerécuaro, 18,1 km söder om Santa Teresa del Fresno. I omgivningarna runt Santa Teresa del Fresno växer huvudsakligen savannskog.